# Osvaldo Velloso
Osvaldo Velloso de Barros (ur. 25 sierpnia 1908 w Corumbá, zm. 8 sierpnia 1996 w Rio de Janeiro) – brazylijski piłkarz występujący na pozycji bramkarza.

## Kariera klubowa
Velloso swoją piłkarską karierę rozpoczął w Clube Baianais de Tennis, gdzie grał w latach 1926–1928. W 1928 roku przeniósł się do Fluminense Rio de Janeiro, gdzie grał do końca swojej kariery, którą musiał przedwcześnie zakończyć z powodu kontuzji w 1935 roku. Największym jego sukcesem było zdobycie mistrzostwo stanu Bahia – Campeonato Baiano w 1927.

## Kariera reprezentacyjna
Velloso na początku lat 30. grał w reprezentacji Brazylii, z którą uczestniczył w mistrzostwach świata w 1930 roku w Urugwaju. Właśnie podczas tego turnieju zadebiutował w reprezentacji 22 lipca w wygranym meczu z Boliwią. Ostatnim, trzecim (jeśli nie liczyć meczu z Ferencvarosem Budapeszt) meczem Velloso w barwach canarinhos był wygrany mecz z Urugwajem o Puchar Rio Branco rozegrany 6 września 1931 roku w Rio de Janeiro.